# Rocky Moran
Rocky Moran (ur. 3 lutego 1950 roku w Pasadenie, zm. 25 września 2024) – amerykański kierowca wyścigowy.

## Kariera
Moran rozpoczął karierę w międzynarodowych wyścigach samochodowych w 1972 roku od startów w L & M F5000 Championship. Z dorobkiem trzynastu punktów został sklasyfikowany na szesnastej pozycji w końcowej klasyfikacji kierowców. W późniejszym okresie Amerykanin pojawiał się także w stawce SCCA/USAC F5000 Championship, Formuły Atlantic IMSA, SCCA Citicorp Can-Am Challenge, SCCA Budweiser Can-Am Challenge, CART Indy Car World Series, Indianapolis 500, IMSA GTU Championship, IMSA Camel GTO, IMSA Camel GTP Championship, 24-godzinnego wyścigu Daytona oraz American Le Mans Series
W CART Indy Car World Series Moran startował w latach 1981, 1985-1990, 1992-1994. Najlepszy wynik Amerykanin osiągnął w 1988 roku, wówczas uzbierane dziewięć punktów dało mu 25 miejsce w klasyfikacji generalnej